# Furor (2017)
Furor (P-46) – patrolowiec pełnomorski Hiszpańskiej Marynarki Wojennej i szósty okrętem wojenny typu Meteoro. Zbudowany w stoczni Navantia w Ferrol, jako pierwszy z okrętów tego typu zbudowany poza stocznią San Fernando. Jest trzecim okrętem wojennym o tej nazwie.

## Zamówienie i budowa
W dniu 7 maja 2014 r. SEPI ogłosiło, że zatwierdzono budowę dwóch nowych jednostek, z których jedna zostanie zbudowana w stoczniach San Fernando / Puerto Real w Kadyksie, a druga w Ferrol. Pierwsze cięcie blachy dla tych jednostek odbyło się jednocześnie w stoczniach Kadyksu i Ferrol w dniu 5 grudnia 2014 r. Ustalono nazwy tych okrętów jako Audaz(P-45) i Furor (P-46).
W dniu 29 kwietnia 2016 r. pierwszy blok statku został umieszczony na pochylni. a wejście de służby planowano na 2018 r. Wodowanie okrętu zostało kilkakrotnie opóźnione z powodu sporów pracowniczych. Ostatecznie szósty okręt tej klasy, nazwany Furor, został zwodowany 8 września 2017 r. na zamkniętej uroczystości, co nie jest zwykłą sytuacją. Okręt w momencie wodowania nie był ukończony, a jego nadbudówka nie była jeszcze zamontowana.
Przekazanie jednostki do Hiszpańskiej Marynarki Wojennej odbyło się w Ferrol w dniu 21 stycznia 2019 r. Przewodniczyła ceremonii minister obrony Margarita Robles, która wręczyła banderę dowódcy okrętu Angelowi Moralesowi.

### Okręty typu Meteoro
- Meteoro (P-41)
- Rayo (P-42)
- Relámpago (P-43)
- Tornado (P-44)
- Audaz (P-45)